# Copa do Mundo FIFA de 1998
A Copa do Mundo FIFA de 1998 foi a décima sexta edição da Copa do Mundo FIFA de Futebol e a primeira a contar com 32 seleções. Ocorreu de 10 de junho até 12 de julho de 1998. O evento foi sediado na França, pela segunda vez, tendo partidas realizadas nas cidades de Saint-Denis, Marselha, Paris, Lens, Lyon, Nantes, Toulouse, Saint-Étienne, Bordéus e Montpellier.
A final da Copa do Mundo FIFA de 1998 foi disputada pela França, que havia eliminado a Croácia, a Itália e o Paraguai; e o Brasil, que havia eliminado a Holanda, a Dinamarca e o Chile. A partida foi realizada em 12 de julho às 21 horas, no Stade de France, com um público estimado em oitenta mil pessoas. Sob o apito do árbitro marroquino Said Belqola, Zinédine Zidane marcou duas vezes no primeiro tempo e Emmanuel Petit ampliou aos 48 minutos do segundo tempo, terminando a partida em 3–0, derrotando a seleção brasileira, então a última campeã do mundo e única tetracampeã da época. O capitão francês Didier Deschamps levantou a taça do primeiro título da França em Copas do Mundo. Ele voltaria a conquistar um título mundial com a seleção francesa 20 anos depois, dessa vez como técnico, se juntando ao brasileiro Zagallo e ao alemão Franz Beckenbauer a ter conseguido esse feito como jogador e como treinador.
A copa teve vários destaques, como Edwin van der Sar, Jaap Stam, Frank de Boer, Edgar Davids, Patrick Kluivert e Dennis Bergkamp da Holanda, Brian Laudrup e Michael Laudrup da Dinamarca, Gabriel Batistuta, Ariel Ortega e Verón da Argentina, David Beckham e Michael Owen da Inglaterra, Paolo Maldini e Christian Vieri da Itália, Davor Šuker da Croácia, Gamarra e Chilavert do Paraguai, Taffarel, Roberto Carlos, Cafu, Dunga, Rivaldo e Ronaldo Fenômeno do Brasil e Fabien Barthez, Lilian Thuram, Marcel Desailly, Laurent Blanc, Didier Deschamps, Youri Djorkaeff, Thierry Henry e Zinédine Zidane da França.

## Seleções participantes
Trinta e duas seleções nacionais foram qualificadas para participar desta edição do campeonato, sendo quinze delas europeias, oito americanas, cinco africanas e quatro asiáticas.

## Sedes
| Saint-Denis                       | Marselha | Paris | Lyon |
| --------------------------------- | --- | --- | --- |
| Stade de France                   | Stade Vélodrome | Parc des Princes | Stade de Gerland |
| 48° 55′ 28″ N, 2° 21′ 36″ L       | 43° 16′ 11″ N, 5° 23′ 45″ L                                                                                               | 48° 50′ 29″ N, 2° 15′ 11″ L                                                                                               | 45° 43′ 26″ N, 4° 49′ 56″ L                                                                                               |
| Capacidade: 80.000                | Capacidade: 60.000 | Capacidade: 48.875 | Capacidade: 44.000 |
|                                   | | | |
| Lens                              | Saint-Denis Marselha Paris Lens Lyon Nantes Toulouse Saint-Étienne Bordéus MontpellierCopa do Mundo FIFA de 1998 (França) | Saint-Denis Marselha Paris Lens Lyon Nantes Toulouse Saint-Étienne Bordéus MontpellierCopa do Mundo FIFA de 1998 (França) | Saint-Denis Marselha Paris Lens Lyon Nantes Toulouse Saint-Étienne Bordéus MontpellierCopa do Mundo FIFA de 1998 (França) |
| Stade Félix Bollaert              | Saint-Denis Marselha Paris Lens Lyon Nantes Toulouse Saint-Étienne Bordéus MontpellierCopa do Mundo FIFA de 1998 (França) | Saint-Denis Marselha Paris Lens Lyon Nantes Toulouse Saint-Étienne Bordéus MontpellierCopa do Mundo FIFA de 1998 (França) | Saint-Denis Marselha Paris Lens Lyon Nantes Toulouse Saint-Étienne Bordéus MontpellierCopa do Mundo FIFA de 1998 (França) |
| 50° 25′ 58,26″ N, 2° 48′ 53,47″ L | Saint-Denis Marselha Paris Lens Lyon Nantes Toulouse Saint-Étienne Bordéus MontpellierCopa do Mundo FIFA de 1998 (França) | Saint-Denis Marselha Paris Lens Lyon Nantes Toulouse Saint-Étienne Bordéus MontpellierCopa do Mundo FIFA de 1998 (França) | Saint-Denis Marselha Paris Lens Lyon Nantes Toulouse Saint-Étienne Bordéus MontpellierCopa do Mundo FIFA de 1998 (França) |
| Capacidade: 41.300                | Saint-Denis Marselha Paris Lens Lyon Nantes Toulouse Saint-Étienne Bordéus MontpellierCopa do Mundo FIFA de 1998 (França) | Saint-Denis Marselha Paris Lens Lyon Nantes Toulouse Saint-Étienne Bordéus MontpellierCopa do Mundo FIFA de 1998 (França) | Saint-Denis Marselha Paris Lens Lyon Nantes Toulouse Saint-Étienne Bordéus MontpellierCopa do Mundo FIFA de 1998 (França) |
|                                   | Saint-Denis Marselha Paris Lens Lyon Nantes Toulouse Saint-Étienne Bordéus MontpellierCopa do Mundo FIFA de 1998 (França) | Saint-Denis Marselha Paris Lens Lyon Nantes Toulouse Saint-Étienne Bordéus MontpellierCopa do Mundo FIFA de 1998 (França) | Saint-Denis Marselha Paris Lens Lyon Nantes Toulouse Saint-Étienne Bordéus MontpellierCopa do Mundo FIFA de 1998 (França) |
| Nantes                            | Saint-Denis Marselha Paris Lens Lyon Nantes Toulouse Saint-Étienne Bordéus MontpellierCopa do Mundo FIFA de 1998 (França) | Saint-Denis Marselha Paris Lens Lyon Nantes Toulouse Saint-Étienne Bordéus MontpellierCopa do Mundo FIFA de 1998 (França) | Saint-Denis Marselha Paris Lens Lyon Nantes Toulouse Saint-Étienne Bordéus MontpellierCopa do Mundo FIFA de 1998 (França) |
| Stade de la Beaujoire             | Saint-Denis Marselha Paris Lens Lyon Nantes Toulouse Saint-Étienne Bordéus MontpellierCopa do Mundo FIFA de 1998 (França) | Saint-Denis Marselha Paris Lens Lyon Nantes Toulouse Saint-Étienne Bordéus MontpellierCopa do Mundo FIFA de 1998 (França) | Saint-Denis Marselha Paris Lens Lyon Nantes Toulouse Saint-Étienne Bordéus MontpellierCopa do Mundo FIFA de 1998 (França) |
| 47° 15′ 20,27″ N, 1° 31′ 31,35″ O | Saint-Denis Marselha Paris Lens Lyon Nantes Toulouse Saint-Étienne Bordéus MontpellierCopa do Mundo FIFA de 1998 (França) | Saint-Denis Marselha Paris Lens Lyon Nantes Toulouse Saint-Étienne Bordéus MontpellierCopa do Mundo FIFA de 1998 (França) | Saint-Denis Marselha Paris Lens Lyon Nantes Toulouse Saint-Étienne Bordéus MontpellierCopa do Mundo FIFA de 1998 (França) |
| Capacidade: 39.500                | Saint-Denis Marselha Paris Lens Lyon Nantes Toulouse Saint-Étienne Bordéus MontpellierCopa do Mundo FIFA de 1998 (França) | Saint-Denis Marselha Paris Lens Lyon Nantes Toulouse Saint-Étienne Bordéus MontpellierCopa do Mundo FIFA de 1998 (França) | Saint-Denis Marselha Paris Lens Lyon Nantes Toulouse Saint-Étienne Bordéus MontpellierCopa do Mundo FIFA de 1998 (França) |
|                                   | Saint-Denis Marselha Paris Lens Lyon Nantes Toulouse Saint-Étienne Bordéus MontpellierCopa do Mundo FIFA de 1998 (França) | Saint-Denis Marselha Paris Lens Lyon Nantes Toulouse Saint-Étienne Bordéus MontpellierCopa do Mundo FIFA de 1998 (França) | Saint-Denis Marselha Paris Lens Lyon Nantes Toulouse Saint-Étienne Bordéus MontpellierCopa do Mundo FIFA de 1998 (França) |
| Toulouse                          | Saint-Étienne | Bordéus | Montpellier |
| Stadium de Toulouse               | Stade Geoffroy-Guichard                                                                                                   | Parc Lescure | Stade de la Mosson |
| 43° 34′ 59,93″ N, 1° 26′ 02,57″ L | 45° 27′ 38,76″ N, 4° 23′ 24,42″ L                                                                                         | 44° 49′ 45″ N, 0° 35′ 52″ O                                                                                               | 43° 37′ 19,85″ N, 3° 48′ 43,28″ L                                                                                         |
| Capacidade: 37.000                | Capacidade: 36.000 | Capacidade: 35.200 | Capacidade: 34.000 |
|                                   | | | |

## Árbitros
África
- Said Belqola
- Gamal Al-Ghandour
- Lucien Bouchardeau
- Lim Kee Chong
- Ian McLeod

Ásia
- Abdul Rahman Al-Zeid
- Ali Mohammed Bujsaim
- Masayoshi Okada
- Pirom Un-Prasert

Europa
- Marc Batta
- Günter Benkö
- Pierluigi Collina
- Hugh Dallas
- Paul Durkin
- José Garcia Aranda
- Bernd Heynemann
- Nikolai Levnikov
- Urs Meier
- Vítor Melo Pereira
- Kim Milton Nielsen
- Rune Pedersen
- László Vagner
- Mario van der Ende
- Ryszard Wójcik

América do Norte, Centro e Caraíbas
- Esfandiar Baharmast
- Arturo Brizio Carter
- Ramesh Ramdhan

Oceânia
- Edward Lennie
- Mikey Kokupaloon

América do Sul
- Javier Castrilli
- Epifanio González
- Márcio Rezende de Freitas
- Mario Sanchez Yanten
- Alberto Tejada
- John Toro Rendon

## Sorteio
O sorteio foi realizado no Stade Vélodrome em Marseilles, no dia 4 de Dezembro de 1997, e trouxe algumas novidades na cerimônia, como ter sido realizado pela primeira vez dentro de um estádio, antecedido por um amistoso entre uma Seleção da Europa (liderada por Zinedine Zidane) contra a Seleção do Resto do Mundo (liderada por Ronaldo Fenômeno).
França, anfitriã, e Brasil, último campeão, foram cabeças de chave por direito. Os outros cabeças-de-chave foram escolhidos da seguinte forma: A FIFA definiu que os cabeças-de-chave seriam eleitos através de um ranking que levaria em conta a participação das seleções nas últimas três Copas e no ranking da FIFA de 1995 a 1997. Com isso, a Romênia credenciou-se a este grupo, ao lado de Brasil, França, Alemanha, Argentina, Itália, Holanda e Espanha.
Em uma entrevista dada em 2018 ao programa de TV France Bleu, Michel Platini polemizou ao afirmar que o sorteio foi "manipulado" para que Brasil e França fosse cabeças-de-chave dos grupos A e C, para que assim só pudessem se enfrentar numa eventual final, já que esse "era o sonho" da entidade máxima do futebol. Segundo as normas da Fifa, porém, o ato é algo considerado proibido, uma vez que as seleções devem ser sorteadas uma a uma. "Não iríamos preparar uma Copa do Mundo durante seis anos para não fazer pequenas travessuras, não é? Você acha que os demais também não fizeram?", indagou Platini.
| Pote A (Cabeças de Chave)                                             | Pote B (UEFA)                                                                    | Pote C (AFC/CONMEBOL)                                          | Pote D (CAF/CONCACAF)                                                         |
| --------------------------------------------------------------------- | -------------------------------------------------------------------------------- | -------------------------------------------------------------- | ----------------------------------------------------------------------------- |
| França Brasil Alemanha Argentina Espanha Itália Países Baixos Romênia | Áustria Bélgica Bulgária Croácia Dinamarca Escócia Inglaterra Iugoslávia Noruega | Arábia Saudita Coreia do Sul Irã Japão Chile Colômbia Paraguai | África do Sul Camarões Marrocos Nigéria Tunísia Estados Unidos Jamaica México |

## Fase de grupos
|  | Equipes classificadas para a fase final |
|  | Equipes eliminadas                      |

Todas as partidas seguem o fuso horário local (UTC+1).

### Grupo A
| Pos. | Seleção  | Pts | J | V | E | D | GP | GC | SG |
| ---- | -------- | --- | - | - | - | - | -- | -- | -- |
| 1    | Brasil   | 6   | 3 | 2 | 0 | 1 | 6  | 3  | +3 |
| 2    | Noruega  | 5   | 3 | 1 | 2 | 0 | 5  | 4  | +1 |
| 3    | Marrocos | 4   | 3 | 1 | 1 | 1 | 5  | 5  | 0  |
| 4    | Escócia  | 1   | 3 | 0 | 1 | 2 | 2  | 6  | –4 |

| 10 de junho | Brasil                             | 2 – 1     | Escócia            | Stade de France, Saint-Denis                   |
| 17:30       | César Sampaio 4' · Boyd 73' (g.c.) | Relatório | Collins 38' (pen.) | Público: 80 000 Árbitro: ESP José Maria Aranda |

| 10 de junho | Marrocos              | 2 – 2     | Noruega                         | Stade de la Mosson, Montpellier              |
| 21:00       | Hadji 38' · Hadda 59' | Relatório | Chippo 45+1' (g.c.) · Eggen 60' | Público: 29 800 Árbitro: THA Pirom Anprasert |

| 16 de junho | Escócia    | 1 – 1     | Noruega    | Parc Lescure, Bordéus                      |
| 17:30       | Burley 66' | Relatório | H. Flo 46' | Público: 31 800 Árbitro: HUN László Vagner |

| 16 de junho | Brasil                                  | 3 – 0     | Marrocos | Stade de la Beaujoire, Nantes                 |
| 21:00       | Ronaldo 9' · Rivaldo 45+2' · Bebeto 50' | Relatório |          | Público: 35 500 Árbitro: RUS Nikolai Levnikov |

| 23 de junho | Escócia | 0 – 3     | Marrocos                    | Stade Geoffroy-Guichard, Saint-Étienne   |
| 21:00       |         | Relatório | Bassir 22', 85' · Hadda 46' | Público: 30 600 Árbitro: UAE Ali Bujsaim |

| 23 de junho | Brasil     | 1 – 2     | Noruega                          | Stade Vélodrome, Marselha                        |
| 21:00       | Bebeto 78' | Relatório | T.A. Flo 83' · Rekdal 88' (pen.) | Público: 55 000 Árbitro: USA Esfandiar Baharmast |

### Grupo B
| Pos. | Seleção  | Pts | J | V | E | D | GP | GC | SG |
| ---- | -------- | --- | - | - | - | - | -- | -- | -- |
| 1    | Itália   | 7   | 3 | 2 | 1 | 0 | 7  | 3  | +4 |
| 2    | Chile    | 3   | 3 | 0 | 3 | 0 | 4  | 4  | 0  |
| 3    | Áustria  | 2   | 3 | 0 | 2 | 1 | 3  | 4  | –1 |
| 4    | Camarões | 2   | 3 | 0 | 2 | 1 | 2  | 5  | –3 |

| 11 de junho | Itália                           | 2 – 2     | Chile          | Parc Lescure, Bordéus                           |
| 17:30       | Vieri 10' · R. Baggio 85' (pen.) | Relatório | Salas 45', 49' | Público: 31 800 Árbitro: NIG Lucien Bouchardeau |

| 11 de junho | Camarões   | 1 – 1     | Áustria       | Stade de Toulouse, Toulouse                    |
| 21:00       | Njanka 78' | Relatório | Polster 90+1' | Público: 33 460 Árbitro: PAR Epifanio González |

| 17 de junho | Chile     | 1 – 1     | Áustria    | Stade Geoffroy-Guichard, Saint-Étienne         |
| 17:30       | Salas 70' | Relatório | Vastić 90' | Público: 30 600 Árbitro: EGY Gamal Al-Ghandour |

| 17 de junho | Itália                        | 3 – 0     | Camarões | Stade de la Mosson, Montpellier            |
| 21:00       | di Biagio 7' · Vieri 75', 89' | Relatório |          | Público: 29 800 Árbitro: AUS Edward Lennie |

| 23 de junho | Itália                    | 2 – 1     | Áustria           | Stade de France, Saint-Denis             |
| 16:00       | Vieri 49' · R. Baggio 89' | Relatório | Herzog 90' (pen.) | Público: 80 000 Árbitro: ENG Paul Durkin |

| 23 de junho | Chile      | 1 – 1     | Camarões   | Stade de la Beaujoire, Nantes              |
| 16:00       | Sierra 20' | Relatório | M'Boma 55' | Público: 35 500 Árbitro: HUN László Vágner |

### Grupo C
| Pos. | Seleção        | Pts | J | V | E | D | GP | GC | SG |
| ---- | -------------- | --- | - | - | - | - | -- | -- | -- |
| 1    | França         | 9   | 3 | 3 | 0 | 0 | 9  | 1  | +8 |
| 2    | Dinamarca      | 4   | 3 | 1 | 1 | 1 | 3  | 3  | 0  |
| 3    | África do Sul  | 2   | 3 | 0 | 2 | 1 | 3  | 6  | –3 |
| 4    | Arábia Saudita | 1   | 3 | 0 | 1 | 2 | 2  | 7  | –5 |

| 12 de junho | Arábia Saudita | 0 – 1     | Dinamarca  | Stade Félix Bollaert, Lens                    |
| 17:30       |                | Relatório | Rieper 69' | Público: 38 100 Árbitro: ARG Javier Castrilli |

| 12 de junho | França                                      | 3 – 0     | África do Sul | Stade Vélodrome, Marselha                              |
| 21:00       | Dugarry 36' · Issa 77' (g.c.) · Henry 90+2' | Relatório |               | Público: 55 000 Árbitro: BRA Márcio Rezende de Freitas |

| 18 de junho | África do Sul | 1 – 1     | Dinamarca   | Stade Municipal de Toulouse, Toulouse         |
| 17:30       | McCarthy 51'  | Relatório | Nielsen 12' | Público: 33 300 Árbitro: COL John Toro Rendón |

| 18 de junho | França                                        | 4 – 0     | Arábia Saudita | Stade de France, Saint-Denis                      |
| 21:00       | Henry 37', 78' · Trézéguet 68' · Lizarazu 85' | Relatório |                | Público: 80 000 Árbitro: MEX Arturo Brizio Carter |

| 24 de junho | França                          | 2 – 1     | Dinamarca            | Stade de Gerland, Lyon                         |
| 16:00       | Djorkaeff 12' (pen) · Petit 56' | Relatório | M. Laudrup 42' (pen) | Público: 39 100 Árbitro: ITA Pierluigi Collina |

| 24 de junho | África do Sul             | 2 – 2     | Arábia Saudita                               | Parc Lescure, Bordéus                      |
| 16:00       | Bartlett 18', 90+3' (pen) | Relatório | Al-Jaber 45+2' (pen) · Al-Thunayan 74' (pen) | Público: 31 800 Árbitro: CHI Mario Sánchez |

### Grupo D
| Pos. | Seleção  | Pts | J | V | E | D | GP | GC | SG |
| ---- | -------- | --- | - | - | - | - | -- | -- | -- |
| 1    | Nigéria  | 6   | 3 | 2 | 0 | 1 | 5  | 5  | 0  |
| 2    | Paraguai | 5   | 3 | 1 | 2 | 0 | 3  | 1  | +2 |
| 3    | Espanha  | 4   | 3 | 1 | 1 | 1 | 8  | 4  | +4 |
| 4    | Bulgária | 1   | 3 | 0 | 1 | 2 | 1  | 7  | –6 |

| 12 de junho | Paraguai | 0 – 0     | Bulgária | Stade de la Mosson, Montpellier                   |
| 14:30       |          | Relatório |          | Público: 27 650 Árbitro: Al-Zeid (Arábia Saudita) |

| 13 de junho | Espanha               | 2 – 3     | Nigéria                                           | Stade de la Beaujoire, Nantes                       |
| 14:30       | Hierro 20' · Raúl 46' | Relatório | Adepoju 24' · Zubizarreta 73' (g.c.) · Oliseh 77' | Público: 33 257 Árbitro: Baharmast (Estados Unidos) |

| 19 de junho | Nigéria    | 1 – 0     | Bulgária | Parc des Princes, Paris                  |
| 17:30       | Ikpeba 26' | Relatório |          | Público: 45 500 Árbitro: Sánchez (Chile) |

| 19 de junho | Espanha | 0 – 0     | Paraguai | Stade Geoffroy-Guichard, Saint-Étienne          |
| 21:00       |         | Relatório |          | Público: 30 600 Árbitro: McLeod (África do Sul) |

| 24 de junho | Nigéria   | 1 – 3     | Paraguai                             | Stade Municipal de Toulouse, Toulouse           |
| 21:00       | Oruma 10' | Relatório | Ayala 1' · Benítez 58' · Cardozo 86' | Público: 33 500 Árbitro: Un-Prasert (Tailândia) |

| 24 de junho | Espanha                                                                                | 6 – 1     | Bulgária       | Stade Félix Bollaert, Lens                            |
| 21:00       | Hierro 5' (pen) · Luis Enrique 18' · Morientes 53', 80' · Bachev 88' (g.c.) · Kiko 90' | Relatório | Kostadinov 56' | Público: 38 100 Árbitro: van der Ende (Países Baixos) |

### Grupo E
| Pos. | Seleção       | Pts | J | V | E | D | GP | GC | SG |
| ---- | ------------- | --- | - | - | - | - | -- | -- | -- |
| 1    | Países Baixos | 5   | 3 | 1 | 2 | 0 | 7  | 2  | +5 |
| 2    | México        | 5   | 3 | 1 | 2 | 0 | 7  | 5  | +2 |
| 3    | Bélgica       | 3   | 3 | 0 | 3 | 0 | 3  | 3  | 0  |
| 4    | Coreia do Sul | 1   | 3 | 0 | 1 | 2 | 2  | 9  | –7 |

| 13 de junho | Coreia do Sul  | 1 – 3     | México                          | Stade de Gerland, Lyon                   |
| 17:30       | Ha Seok-Ju 28' | Relatório | Peláez 51' · Hernández 74', 84' | Público: 39 133 Árbitro: Benkö (Áustria) |

| 13 de junho | Países Baixos | 0 – 0     | Bélgica | Stade de France, Saint-Denis              |
| 21:00       |               | Relatório |         | Público: 75 000 Árbitro: Collina (Itália) |

| 20 de junho | Bélgica          | 2 – 2     | México                              | Parc Lescure, Bordéus                     |
| 17:30       | Wilmots 42', 47' | Relatório | García Aspe 55' (pen.) · Blanco 62' | Público: 31 800 Árbitro: Dallas (Escócia) |

| 20 de junho | Países Baixos                                                               | 5 – 0     | Coreia do Sul | Stade Vélodrome, Marselha                 |
| 21:00       | Cocu 38' · Overmars 42' · Bergkamp 71' · van Hooijdonk 80' · R. de Boer 83' | Relatório |               | Público: 55 000 Árbitro: Wójcik (Polônia) |

| 25 de junho | Países Baixos            | 2 – 2     | México                       | Stade Geoffroy-Guichard, Saint-Étienne            |
| 16:00       | Cocu 4' · R. de Boer 18' | Relatório | Peláez 75' · Hernández 90+4' | Público: 30 600 Árbitro: Al-Zeid (Arábia Saudita) |

| 25 de junho | Bélgica  | 1 – 1     | Coreia do Sul     | Parc des Princes, Paris                              |
| 16:00       | Nilis 7' | Relatório | Yoo Sang-Chul 71' | Público: 45 500 Árbitro: Rezende de Freitas (Brasil) |

### Grupo F
| Pos. | Seleção        | Pts | J | V | E | D | GP | GC | SG |
| ---- | -------------- | --- | - | - | - | - | -- | -- | -- |
| 1    | Alemanha       | 7   | 3 | 2 | 1 | 0 | 6  | 2  | +4 |
| 2    | Iugoslávia     | 7   | 3 | 2 | 1 | 0 | 4  | 2  | +2 |
| 3    | Irã            | 3   | 3 | 1 | 0 | 2 | 2  | 4  | –2 |
| 4    | Estados Unidos | 0   | 3 | 0 | 0 | 3 | 1  | 5  | –4 |

| 14 de junho | Iugoslávia     | 1 – 0     | Irã | Stade Geoffroy-Guichard, Saint-Étienne |
| 17:30       | Mihajlović 72' | Relatório |     | Público: 30 392 Árbitro: Tejada (Peru) |

| 15 de junho | Alemanha                   | 2 – 0     | Estados Unidos | Parc des Princes, Paris                     |
| 21:00       | Möller 10' · Klinsmann 67' | Relatório |                | Público: 43 815 Árbitro: Belqola (Marrocos) |

| 21 de junho | Alemanha                             | 2 – 2     | Iugoslávia                    | Stade Félix Bollaert, Lens                          |
| 14:30       | Mihajlović 72' (g.c.) · Bierhoff 78' | Relatório | Mijatović 13' · Stojković 52' | Público: 38 100 Árbitro: Milton Nielsen (Dinamarca) |

| 21 de junho | Estados Unidos | 1 – 2     | Irã                         | Stade de Gerland, Lyon                 |
| 21:00       | McBride 87'    | Relatório | Estili 40' · Mahdavikia 84' | Público: 39 100 Árbitro: Meier (Suíça) |

| 25 de junho | Alemanha                     | 2 – 0     | Irã | Stade de la Mosson, Montpellier              |
| 21:00       | Bierhoff 50' · Klinsmann 57' | Relatório |     | Público: 29 800 Árbitro: González (Paraguai) |

| 25 de junho | Estados Unidos | 0 – 1     | Iugoslávia     | Stade de la Beaujoire, Nantes                |
| 21:00       |                | Relatório | Komljenović 4' | Público: 35 500 Árbitro: Al-Ghandour (Egito) |

### Grupo G
| Pos. | Seleção    | Pts | J | V | E | D | GP | GC | SG |
| ---- | ---------- | --- | - | - | - | - | -- | -- | -- |
| 1    | Romênia    | 7   | 3 | 2 | 1 | 0 | 4  | 2  | +2 |
| 2    | Inglaterra | 6   | 3 | 2 | 0 | 1 | 5  | 2  | +3 |
| 3    | Colômbia   | 3   | 3 | 1 | 0 | 2 | 1  | 3  | –2 |
| 4    | Tunísia    | 1   | 3 | 0 | 1 | 2 | 1  | 4  | –3 |

| 15 de junho | Inglaterra                | 2 – 0     | Tunísia | Stade Vélodrome, Marselha              |
| 14:30       | Shearer 42' · Scholes 89' | Relatório |         | Público: 54 587 Árbitro: Okada (Japão) |

| 15 de junho | Romênia    | 1 – 0     | Colômbia | Stade de Gerland, Lyon                          |
| 17:30       | Ilie 45+1' | Relatório |          | Público: 37 572 Árbitro: Chong (Ilhas Maurício) |

| 22 de junho | Colômbia     | 1 – 0     | Tunísia | Stade de la Mosson, Montpellier               |
| 17:30       | Preciado 81' | Relatório |         | Público: 29 800 Árbitro: Heynemann (Alemanha) |

| 22 de junho | Romênia                     | 2 – 1     | Inglaterra | Stade Municipal de Toulouse, Toulouse   |
| 21:00       | Moldovan 46' · Petrescu 90' | Relatório | Owen 81'   | Público: 33 500 Árbitro: Batta (França) |

| 26 de junho | Colômbia | 0 – 2     | Inglaterra                 | Stade Félix Bollaert, Lens                      |
| 21:00       |          | Relatório | Anderton 20' · Beckham 29' | Público: 38 100 Árbitro: Brizio Carter (México) |

| 26 de junho | Romênia      | 1 – 1     | Tunísia            | Stade de France, Saint-Denis                |
| 21:00       | Moldovan 71' | Relatório | Souayah 12' (pen.) | Público: 77 000 Árbitro: Lennie (Austrália) |

### Grupo H
| Pos. | Seleção   | Pts | J | V | E | D | GP | GC | SG |
| ---- | --------- | --- | - | - | - | - | -- | -- | -- |
| 1    | Argentina | 9   | 3 | 3 | 0 | 0 | 7  | 0  | +7 |
| 2    | Croácia   | 6   | 3 | 2 | 0 | 1 | 4  | 2  | +2 |
| 3    | Jamaica   | 3   | 3 | 1 | 0 | 2 | 3  | 9  | –6 |
| 4    | Japão     | 0   | 3 | 0 | 0 | 3 | 1  | 4  | –3 |

| 14 de junho | Argentina     | 1 – 0     | Japão | Stade Municipal de Toulouse, Toulouse                 |
| 14:30       | Batistuta 28' | Relatório |       | Público: 33 400 Árbitro: van der Ende (Países Baixos) |

| 14 de junho | Jamaica   | 1 – 3     | Croácia                                 | Stade Félix Bollaert, Lens                       |
| 21:00       | Earle 45' | Relatório | Stanić 27' · Prosinečki 53' · Šuker 69' | Público: 38 058 Árbitro: Melo Pereira (Portugal) |

| 20 de junho | Japão | 0 – 1     | Croácia   | Stade de la Beaujoire, Nantes                        |
| 14:30       |       | Relatório | Šuker 77' | Público: 35 500 Árbitro: Ramdhan (Trinidad e Tobago) |

| 21 de junho | Argentina                                        | 5 – 0     | Jamaica | Parc des Princes, Paris                     |
| 17:30       | Ortega 31', 55' · Batistuta 73', 80', 83' (pen.) | Relatório |         | Público: 45 000 Árbitro: Pedersen (Noruega) |

| 26 de junho | Argentina  | 1 – 0     | Croácia | Parc Lescure, Bordéus                       |
| 16:00       | Pineda 36' | Relatório |         | Público: 31 800 Árbitro: Belqola (Marrocos) |

| 26 de junho | Japão        | 1 – 2     | Jamaica           | Stade de Gerland, Lyon                   |
| 16:00       | Nakayama 74' | Relatório | Whitmore 39', 54' | Público: 39 100 Árbitro: Benkö (Áustria) |

## Fase final
|  | Oitavas de final            | Oitavas de final         |                           |       | Quartas de final | Quartas de final |                     |                     | Semifinais | Semifinais |  |  | Final | Final |
|  |                             |                          |                           |       |                  |                  |                     |                     |            |            |  |  |       |       |
|  | 27 de junho – Paris         |                          |                           |       |                  |                  |                     |                     |            |            |  |  |       |       |
|  |                             |                          |                           |       |                  |                  |                     |                     |            |            |  |  |       |       |
|  | Brasil                      | 4                        |                           |       |                  |                  |                     |                     |            |            |  |  |       |       |
|  | Brasil                      | 4                        | 3 de julho – Nantes       |       |                  |                  |                     |                     |            |            |  |  |       |       |
|  | Chile                       | 1                        |                           |       |                  |                  |                     |                     |            |            |  |  |       |       |
|  | Chile                       | 1                        | Brasil                    | 3     |                  |                  |                     |                     |            |            |  |  |       |       |
|  | 28 de junho – Saint-Denis   |                          | Brasil                    | 3     |                  |                  |                     |                     |            |            |  |  |       |       |
|  |                             | Dinamarca                | 2                         |       |                  |                  |                     |                     |            |            |  |  |       |       |
|  | Nigéria                     | Dinamarca                | 2                         | 1     |                  |                  |                     |                     |            |            |  |  |       |       |
|  | Nigéria                     |                          | 7 de julho – Marselha     | 1     |                  |                  |                     |                     |            |            |  |  |       |       |
|  | Dinamarca                   | 4                        |                           |       |                  |                  |                     |                     |            |            |  |  |       |       |
|  | Dinamarca                   | 4                        | Brasil (pen)              | 1 (4) |                  |                  |                     |                     |            |            |  |  |       |       |
|  | 29 de junho – Toulouse      |                          | Brasil (pen)              | 1 (4) |                  |                  |                     |                     |            |            |  |  |       |       |
|  |                             | Países Baixos            | 1 (2)                     |       |                  |                  |                     |                     |            |            |  |  |       |       |
|  | Países Baixos               | Países Baixos            | 1 (2)                     | 2     |                  |                  |                     |                     |            |            |  |  |       |       |
|  | Países Baixos               | 4 de julho – Marselha    |                           | 2     |                  |                  |                     |                     |            |            |  |  |       |       |
|  | Iugoslávia                  | 1                        |                           |       |                  |                  |                     |                     |            |            |  |  |       |       |
|  | Iugoslávia                  | 1                        | Países Baixos             | 2     |                  |                  |                     |                     |            |            |  |  |       |       |
|  | 30 de junho – Saint-Étienne |                          | Países Baixos             | 2     |                  |                  |                     |                     |            |            |  |  |       |       |
|  |                             | Argentina                | 1                         |       |                  |                  |                     |                     |            |            |  |  |       |       |
|  | Argentina (pen)             | Argentina                | 1                         | 2 (4) |                  |                  |                     |                     |            |            |  |  |       |       |
|  | Argentina (pen)             |                          | 12 de julho – Saint-Denis | 2 (4) |                  |                  |                     |                     |            |            |  |  |       |       |
|  | Inglaterra                  | 2 (3)                    |                           |       |                  |                  |                     |                     |            |            |  |  |       |       |
|  | Inglaterra                  | 2 (3)                    | Brasil                    | 0     |                  |                  |                     |                     |            |            |  |  |       |       |
|  | 27 de junho – Marselha      |                          | Brasil                    | 0     |                  |                  |                     |                     |            |            |  |  |       |       |
|  |                             | França                   | 3                         |       |                  |                  |                     |                     |            |            |  |  |       |       |
|  | Itália                      | França                   | 3                         | 1     |                  |                  |                     |                     |            |            |  |  |       |       |
|  | Itália                      | 3 de julho – Saint-Denis |                           | 1     |                  |                  |                     |                     |            |            |  |  |       |       |
|  | Noruega                     | 0                        |                           |       |                  |                  |                     |                     |            |            |  |  |       |       |
|  | Noruega                     | 0                        | Itália                    | 0 (3) |                  |                  |                     |                     |            |            |  |  |       |       |
|  | 28 de junho – Lens          |                          | Itália                    | 0 (3) |                  |                  |                     |                     |            |            |  |  |       |       |
|  |                             | França (pen)             | 0 (4)                     |       |                  |                  |                     |                     |            |            |  |  |       |       |
|  | França (g.o.)               | França (pen)             | 0 (4)                     | 1     |                  |                  |                     |                     |            |            |  |  |       |       |
|  | França (g.o.)               |                          | 8 de julho – Saint-Denis  | 1     |                  |                  |                     |                     |            |            |  |  |       |       |
|  | Paraguai                    | 0                        |                           |       |                  |                  |                     |                     |            |            |  |  |       |       |
|  | Paraguai                    | 0                        | França                    | 2     |                  |                  |                     |                     |            |            |  |  |       |       |
|  | 29 de junho – Montpellier   |                          | França                    | 2     |                  |                  |                     |                     |            |            |  |  |       |       |
|  |                             | Croácia                  | 1                         |       | Terceiro lugar   | Terceiro lugar   |                     |                     |            |            |  |  |       |       |
|  | Alemanha                    | Croácia                  | 1                         | 2     | Terceiro lugar   | Terceiro lugar   |                     |                     |            |            |  |  |       |       |
|  | Alemanha                    | 4 de julho – Lyon        | 4 de julho – Lyon         | 2     |                  |                  | 11 de julho – Paris | 11 de julho – Paris |            |            |  |  |       |       |
|  | México                      | 4 de julho – Lyon        | 4 de julho – Lyon         | 1     |                  |                  | 11 de julho – Paris | 11 de julho – Paris |            |            |  |  |       |       |
|  | México                      | Alemanha                 | 0                         | 1     | Países Baixos    | 1                |                     |                     |            |            |  |  |       |       |
|  | 30 de junho – Bordéus       | Alemanha                 | 0                         |       | Países Baixos    | 1                |                     |                     |            |            |  |  |       |       |
|  |                             | Croácia                  | 3                         |       | Croácia          | 2                |                     |                     |            |            |  |  |       |       |
|  | Romênia                     | Croácia                  | 3                         | 0     | Croácia          | 2                |                     |                     |            |            |  |  |       |       |
|  | Romênia                     |                          |                           | 0     |                  |                  |                     |                     |            |            |  |  |       |       |
|  | Croácia                     | 1                        |                           |       |                  |                  |                     |                     |            |            |  |  |       |       |
|  | Croácia                     | 1                        |                           |       |                  |                  |                     |                     |            |            |  |  |       |       |

### Oitavas-de-Final
| 27 de junho | Itália    | 1 – 0     | Noruega | Stade Vélodrome, Marselha              |
| 16:30       | Vieri 18' | Relatório |         | Público: 55 000 Árbitro: GER Heynemann |

| 27 de junho | Brasil                                             | 4 – 1     | Chile     | Parc des Princes, Paris            |
| 21:00       | César Sampaio 11', 27' · Ronaldo 45+3' (pen.), 70' | Relatório | Salas 68' | Público: 45 000 Árbitro: FRA Batta |

| 28 de junho | França            | 1 – 0 (pro) | Paraguai | Stade Félix Bollaert, Lens           |
| 16:30       | Blanc 114' (g.o.) | Relatório   |          | Público: 38 100 Árbitro: UAE Bujsaim |

| 28 de junho | Nigéria       | 1 – 4     | Dinamarca                                          | Stade de France, Saint-Denis       |
| 21:00       | Babangida 78' | Relatório | Møller 3' · B. Laudrup 12' · Sand 60' · Helveg 76' | Público: 77 000 Árbitro: SUI Meier |

| 29 de junho | Alemanha                     | 2 – 1     | México        | Stade de la Mosson, Montpellier           |
| 16:30       | Klinsmann 75' · Bierhoff 86' | Relatório | Hernández 47' | Público: 29 800 Árbitro: POR Melo Pereira |

| 29 de junho | Países Baixos               | 2 – 1     | Iugoslávia      | Stade de Toulouse, Toulouse                |
| 21:00       | Bergkamp 38' · Davids 90+2' | Relatório | Komljenović 48' | Público: 33 500 Árbitro: ESP García Aranda |

| 30 de junho | Romênia | 0 – 1     | Croácia            | Parc Lescure, Bordéus                  |
| 16:30       |         | Relatório | Šuker 45+2' (pen.) | Público: 31 800 Árbitro: ARG Castrilli |

| 30 de junho | Argentina                           | 2 – 2 (pro) | Inglaterra                    | Stade Geoffroy-Guichard, Saint-Étienne      |
| 21:00       | Batistuta 6' (pen.) · Zanetti 45+1' | Relatório   | Shearer 10' (pen.) · Owen 16' | Público: 30 600 Árbitro: DEN Milton Nielsen |

|                                   |       | Penalidades                    |  |
| Berti Crespo Verón Gallardo Ayala | 4 – 3 | Shearer Ince Merson Owen Batty |  |

### Quartas-de-Final
| 3 de julho | Itália | 0 – 0 (pro) | França | Stade de France, Saint-Denis              |
| 16:30      |        | Relatório   |        | Público: 77 000 Árbitro: Dallas (Escócia) |

|                                                |       | Penalidades                           |  |
| R. Baggio Albertini Costacurta Vieri di Biagio | 3 – 4 | Zidane Lizarazu Trézéguet Henry Blanc |  |

| 3 de julho | Brasil                        | 3 – 2     | Dinamarca                     | Stade de la Beaujoire, Nantes                |
| 21:00      | Bebeto 10' · Rivaldo 25', 59' | Relatório | Jørgensen 2' · B. Laudrup 50' | Público: 35 500 Árbitro: Al-Ghandour (Egito) |

| 4 de julho | Países Baixos               | 2 – 1     | Argentina | Stade Vélodrome, Marselha                       |
| 16:30      | Kluivert 12' · Bergkamp 90' | Relatório | López 17' | Público: 55 000 Árbitro: Brizio Carter (México) |

| 4 de julho | Alemanha | 0 – 3     | Croácia                               | Stade de Gerland, Lyon                      |
| 21:00      |          | Relatório | Jarni 45+3' · Vlaović 80' · Šuker 85' | Público: 39 100 Árbitro: Pedersen (Noruega) |

### Semifinais
| 7 de julho | Brasil      | 1 – 1 (pro) | Países Baixos | Stade Vélodrome, Marselha                                 |
| 21:00      | Ronaldo 46' | Relatório   | Kluivert 87'  | Público: 54 000 Árbitro: Bujsaim (Emirados Árabes Unidos) |

|                                   |       | Penalidades                         |  |
| Ronaldo: Rivaldo: Emerson: Dunga: | 4 – 2 | F. de Boer Bergkamp Cocu R. de Boer |  |

| 8 de julho | França          | 2 – 1     | Croácia   | Stade de France, Saint-Denis                     |
| 21:00      | Thuram 47', 69' | Relatório | Šuker 46' | Público: 76 000 Árbitro: García Aranda (Espanha) |

### Disputa de 3º Lugar
| 11 de julho | Países Baixos | 1 – 2     | Croácia                    | Parc des Princes, Paris                      |
| 21:00       | Zenden 21'    | Relatório | Prosinečki 13' · Šuker 35' | Público: 45 500 Árbitro: González (Paraguai) |

### Final
| 12 de julho de 1998 | Brasil | 0 – 3                 | França                          | Stade de France, Saint-Denis              |
| 21:00 (UTC+2)       |        | Relatório (em inglês) | 27', 45+1' Zidane · 90+2' Petit | Público: 75 000 Árbitro: MAR Said Belqola |

| 0 | Brasil | França | 0 |

## Classificação final

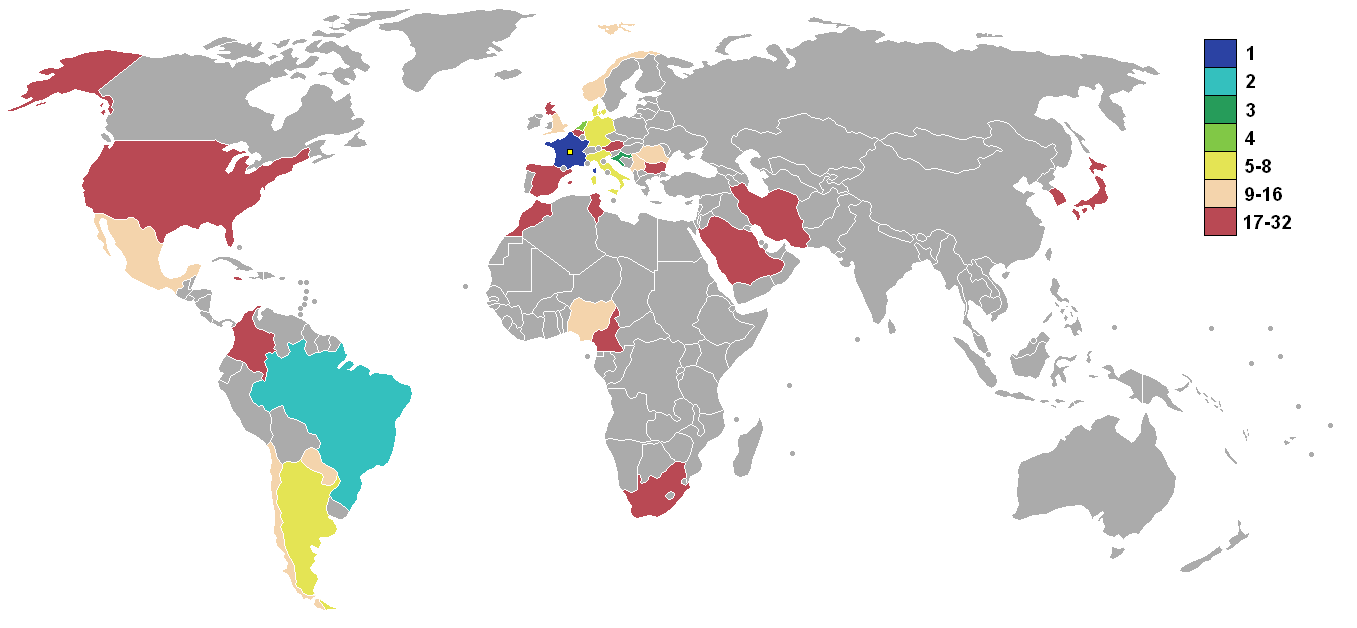

A classificação final é determinada através da fase em que a seleção alcançou e a sua pontuação, levando em conta os critérios de desempate.
| Pos.                            | Seleção        | Gr | Pts | J | V | E | D | GP | GC | SG  |
| ------------------------------- | -------------- | -- | --- | - | - | - | - | -- | -- | --- |
| Final                           |                |    |     |   |   |   |   |    |    |     |
| 1                               | França         | C  | 19  | 7 | 6 | 1 | 0 | 15 | 2  | +13 |
| 2                               | Brasil         | A  | 13  | 7 | 4 | 1 | 2 | 14 | 10 | +4  |
| Decisão do 3º e 4º lugares      |                |    |     |   |   |   |   |    |    |     |
| 3                               | Croácia        | H  | 15  | 7 | 5 | 0 | 2 | 11 | 5  | +6  |
| 4                               | Países Baixos  | E  | 12  | 7 | 3 | 3 | 1 | 13 | 7  | +5  |
| Eliminados nas quartas de final |                |    |     |   |   |   |   |    |    |     |
| 5                               | Itália         | B  | 11  | 5 | 3 | 2 | 0 | 8  | 3  | +5  |
| 6                               | Argentina      | H  | 10  | 5 | 3 | 1 | 1 | 10 | 4  | +6  |
| 7                               | Alemanha       | F  | 10  | 5 | 3 | 1 | 1 | 8  | 6  | +2  |
| 8                               | Dinamarca      | C  | 7   | 5 | 2 | 1 | 2 | 9  | 7  | +2  |
| Eliminados nas oitavas de final |                |    |     |   |   |   |   |    |    |     |
| 9                               | Inglaterra     | G  | 7   | 4 | 2 | 1 | 1 | 7  | 4  | +3  |
| 10                              | Iugoslávia     | F  | 7   | 4 | 2 | 1 | 1 | 5  | 4  | +1  |
| 11                              | Romênia        | G  | 7   | 4 | 2 | 1 | 1 | 4  | 3  | +1  |
| 12                              | Nigéria        | D  | 6   | 4 | 2 | 0 | 2 | 6  | 9  | –3  |
| 13                              | México         | E  | 5   | 4 | 1 | 2 | 1 | 8  | 7  | +1  |
| 14                              | Paraguai       | D  | 5   | 4 | 1 | 2 | 1 | 3  | 2  | +1  |
| 15                              | Noruega        | A  | 5   | 4 | 1 | 2 | 1 | 5  | 5  | 0   |
| 16                              | Chile          | B  | 3   | 4 | 0 | 3 | 1 | 5  | 8  | –3  |
| Eliminados na fase de grupos    |                |    |     |   |   |   |   |    |    |     |
| 17                              | Espanha        | D  | 4   | 3 | 1 | 1 | 1 | 8  | 4  | +4  |
| 18                              | Marrocos       | A  | 4   | 3 | 1 | 1 | 1 | 5  | 5  | 0   |
| 19                              | Bélgica        | E  | 3   | 3 | 0 | 3 | 0 | 3  | 3  | 0   |
| 20                              | Irã            | F  | 3   | 3 | 1 | 0 | 2 | 2  | 4  | –2  |
| 21                              | Colômbia       | G  | 3   | 3 | 1 | 0 | 2 | 1  | 3  | –2  |
| 22                              | Jamaica        | H  | 3   | 3 | 1 | 0 | 2 | 3  | 9  | –6  |
| 23                              | Áustria        | B  | 2   | 3 | 0 | 2 | 1 | 3  | 4  | –1  |
| 24                              | África do Sul  | C  | 2   | 3 | 0 | 2 | 1 | 3  | 6  | –3  |
| 25                              | Camarões       | B  | 2   | 3 | 0 | 2 | 1 | 2  | 5  | –3  |
| 26                              | Tunísia        | G  | 1   | 3 | 0 | 1 | 2 | 1  | 4  | –3  |
| 27                              | Escócia        | A  | 1   | 3 | 0 | 1 | 2 | 2  | 6  | –4  |
| 28                              | Arábia Saudita | C  | 1   | 3 | 0 | 1 | 2 | 2  | 7  | –5  |
| 29                              | Bulgária       | D  | 1   | 3 | 0 | 1 | 2 | 1  | 7  | –6  |
| 30                              | Coreia do Sul  | E  | 1   | 3 | 0 | 1 | 2 | 2  | 9  | –7  |
| 31                              | Japão          | H  | 0   | 3 | 0 | 0 | 3 | 1  | 4  | –3  |
| 32                              | Estados Unidos | F  | 0   | 3 | 0 | 0 | 3 | 1  | 5  | –4  |

## Premiações
| Campeão da Copa do Mundo FIFA de 1998 |
| ------------------------------------- |
| França Primeiro Título                |

### Individuais
| Prêmio FIFA Chuteira de Ouro (artilheiro): | Prêmio FIFA Bola de Ouro (melhor jogador): | Prêmio FIFA Yashin (melhor goleiro): | Troféu FIFA Fair Play (time menos faltoso): | Time mais divertido: |
| ------------------------------------------ | ------------------------------------------ | ------------------------------------ | ------------------------------------------- | -------------------- |
| Davor Šuker                                | Ronaldo Nazário                            | Fabien Barthez                       | Inglaterra França                           | França               |

### Seleção da Copa
| Goleiros                                            | Defensores                                                                | Meios-Campistas                                                          | Atacantes                                                 |
| --------------------------------------------------- | ------------------------------------------------------------------------- | ------------------------------------------------------------------------ | --------------------------------------------------------- |
| José Luis Chilavert Cláudio Taffarel Fabien Barthez | Roberto Carlos Marcel Desailly Lilian Thuram Frank de Boer Carlos Gamarra | Dunga Rivaldo Michael Laudrup Zinedine Zidane Edgar Davids David Beckham | Ronaldo Nazário Davor Šuker Brian Laudrup Dennis Bergkamp |

| Prêmio FIFA "Gol do Torneio":        | Prêmio FIFA "Gol do Torneio":         | Prêmio FIFA "Gol do Torneio":         |
| 1º lugar                             | 2º lugar                              | 3º lugar                              |
| ------------------------------------ | ------------------------------------- | ------------------------------------- |
| CMR Pierre Njanka (contra a Áustria) | ENG Michael Owen (contra a Argentina) | MAR Mustapha Hadji (contra a Noruega) |

Fonte:

## Artilharia
| 6 gols - Davor Šuker 5 gols - Gabriel Batistuta - Christian Vieri 4 gols - Ronaldo - Marcelo Salas - Luis Hernández 3 gols - Bebeto - César Sampaio - Rivaldo - Thierry Henry - Oliver Bierhoff - Jürgen Klinsmann - Dennis Bergkamp 2 gol(o)s - Ariel Ortega - Marc Wilmots - Robert Prosinečki - Brian Laudrup - Alan Shearer - Michael Owen - Emmanuel Petit - Lilian Thuram - Zinedine Zidane - Roberto Baggio - Theodore Whitmore - Ricardo Peláez - Salaheddine Bassir - Abdeljalil Hadda - Phillip Cocu - Ronald de Boer - Patrick Kluivert - Viorel Moldovan - Shaun Bartlett - Fernando Hierro - Fernando Morientes - Slobodan Komljenović | 1 gol - Claudio López - Mauricio Pineda - Javier Zanetti - Andreas Herzog - Toni Polster - Ivica Vastić - Luc Nilis - Emil Kostadinov - Patrick Mboma - Pierre Njanka - José Luis Sierra - Léider Preciado - Robert Jarni - Mario Stanić - Goran Vlaović - Thomas Helveg - Martin Jørgensen - Michael Laudrup - Peter Møller - Allan Nielsen - Marc Rieper - Ebbe Sand - Darren Anderton - David Beckham - Paul Scholes - Laurent Blanc - Youri Djorkaeff - Christophe Dugarry - Bixente Lizarazu - David Trezeguet - Andreas Möller - Mehdi Mahdavikia - Hamid Reza Estili - Luigi Di Biagio - Robbie Earle - Masashi Nakayama - Cuauhtémoc Blanco - Alberto García Aspe - Mustapha Hadji | - Edgar Davids - Marc Overmars - Pierre van Hooijdonk - Boudewijn Zenden - Mutiu Adepoju - Tijjani Babangida - Victor Ikpeba - Sunday Oliseh - Wilson Oruma - Dan Eggen - Håvard Flo - Tore André Flo - Kjetil Rekdal - Celso Ayala - Miguel Ángel Benítez - José Cardozo - Adrian Ilie - Dan Petrescu - Sami Al-Jaber - Yousuf Al-Thunayan - Craig Burley - John Collins - Benni McCarthy - Ha Seok-Ju - Yoo Sang-Chul - Kiko - Luis Enrique - Raúl - Skander Souayah - Brian McBride - Siniša Mihajlović - Predrag Mijatović - Dragan Stojković Auto-gol(o)s - Georgi Bachev (para a Espanha) - Youssef Chippo (para a Noruega) - Tom Boyd (para o Brasil) - Pierre Issa (para a França) - Andoni Zubizarreta (para a Nigéria) - Siniša Mihajlović (para a Alemanha) |

## Premiações
| Campeão da Copa do Mundo |
| ------------------------ |
| França Campeã            |

## Símbolos

### Bola

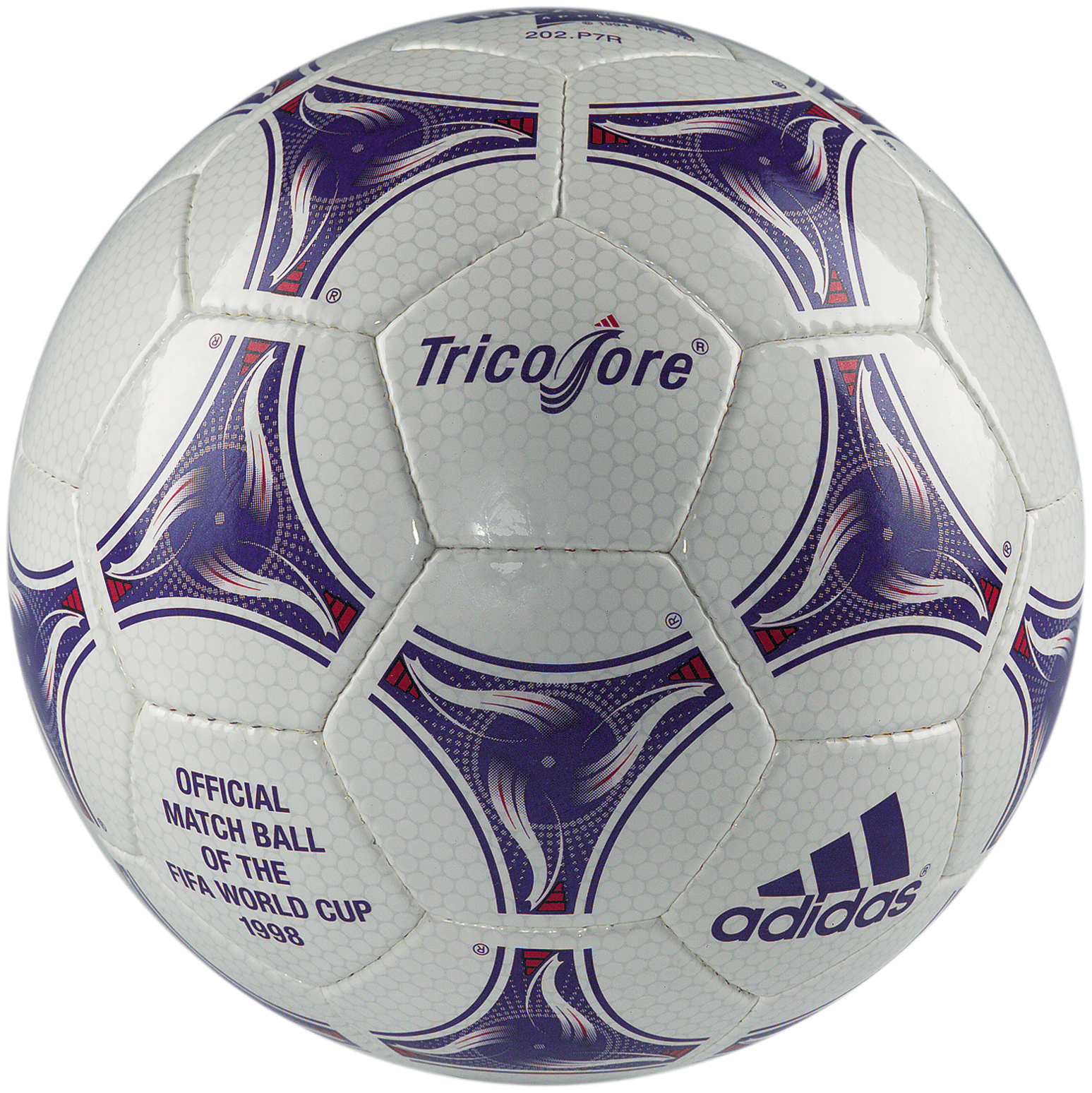
Adidas Tricolore.

A bola para a Copa do Mundo de 1998, fabricada pela Adidas, foi nomeada Tricolore, que significa "tricolor" em francês. Foi a oitava bola da Copa do Mundo feita para o torneio pela empresa alemã e foi a primeira da série a ser multi-colorida. A bandeira tricolor e o galo, símbolos tradicionais da França, foram usados como inspiração para o design.

### Mascote
O mascote oficial foi o Footix, um galo que foi apresentado pela primeira vez em maio de 1996. Foi criado pelo designer gráfico Fabrice Pialot e selecionado de uma lista de cinco mascotes. Pesquisas realizadas sobre a escolha de ter um galo como mascote foram muito recebidas: 91% associaram-no imediatamente à França, como um símbolo tradicional da nação. Footix, o nome escolhido pelos telespectadores franceses, é uma mistura de "futebol" e o final "-ix" da popular tira cômica de Astérix.

### Música oficial
A música oficial da Copa do Mundo de 1998 foi "La Copa de la Vida", gravada por Ricky Martin.

## Transmissão
A FIFA, por meio de várias empresas, vendeu os direitos de transmissão da Copa do Mundo da FIFA de 1998 para muitas emissoras. No Reino Unido, a BBC e a ITV tinham direitos de transmissão. As imagens e o áudio da competição foram fornecidos aos canais de TV e rádio pela empresa TVRS 98, a emissora do torneio.
Os jogos da Copa do Mundo foram transmitidos em 200 países. 818 fotógrafos foram creditados para o torneio. Em cada partida, um estande era reservado para a imprensa. O número de vagas concedidas atingiu o seu máximo na final, quando estavam presentes no estande 1.750 repórteres e 110 comentaristas de televisão.

### Brasil
A cobertura pela TV brasileira foi feita por Rede Globo, Rede Bandeirantes, Rede Record, SBT, Rede Manchete, ESPN Brasil e SporTV. Foi a última edição do torneio em que os direitos de transmissão foram comercializados pela Organização das Televisões Iberoamericanas (OTI), além de ser a última a ser transmitida por todas as principais redes de televisão aberta do país.
Na Globo, os locutores foram Galvão Bueno, Luis Roberto, Cléber Machado e Maurício Torres, e os comentaristas foram Paulo Roberto Falcão, Pelé, Arnaldo Cezar Coelho, José Roberto Wright, Júnior e Casagrande, além de ter Romário como convidado especial. Na Band, a narração ficou por conta de Luciano do Valle, Marco Antônio Matos, Jota Júnior e Nivaldo Prieto e os comentaristas foram Gérson, Rivelino, Mauro Beting e Armando Nogueira. No SBT, os locutores foram Silvio Luiz, Téo José, Oscar Ulisses e Paulo Soares, e como comentaristas Juarez Soares, Osmar de Oliveira e Orlando Duarte. Na Record os locutores eram Luiz Alfredo, Carlos Valadares e José Luiz Datena, e os comentaristas foram o ex-jogador Sócrates e Eli Coimbra. Na Rede Manchete a narração ficou por conta de Paulo Stein, Januário de Oliveira, Edson Mauro, Ricardo Mazella e Cledi Oliveira, e os comentaristas foram o apresentador Milton Neves, mais os ex-jogadores Renato Gaúcho e Edinho e o ex-árbitro Armando Marques.